# Burgstall Unterschnorrhof
Der Burgstall Unterschnorrhof ist eine abgegangene Wasserburg als Talsperre am oberen Ortsausgang von Dammbach im Landkreis Aschaffenburg in Unterfranken (Bayern).

## Lage
Der Burgstall am oberen Ausgang des Dammbach-Tales liegt im Hochspessart, Zentrum des Mittelgebirgszuges Spessart. Er liegt auf der Gemarkung des Ortsteils Krausenbach am früheren Unterschnorrhof, der heute eher durch die über den Dammbach hinwegliegende Gaststätte Ferschenmühle bekannt ist.

## Geschichte

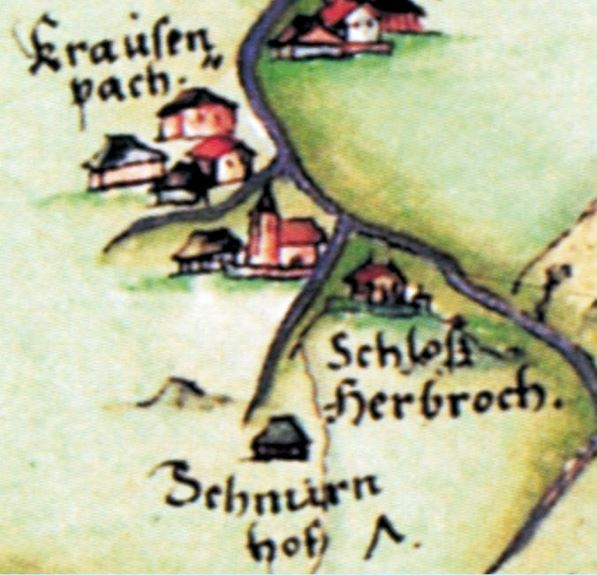
Die Burg als Schloß Herbroch auf der Pfinzigkarte

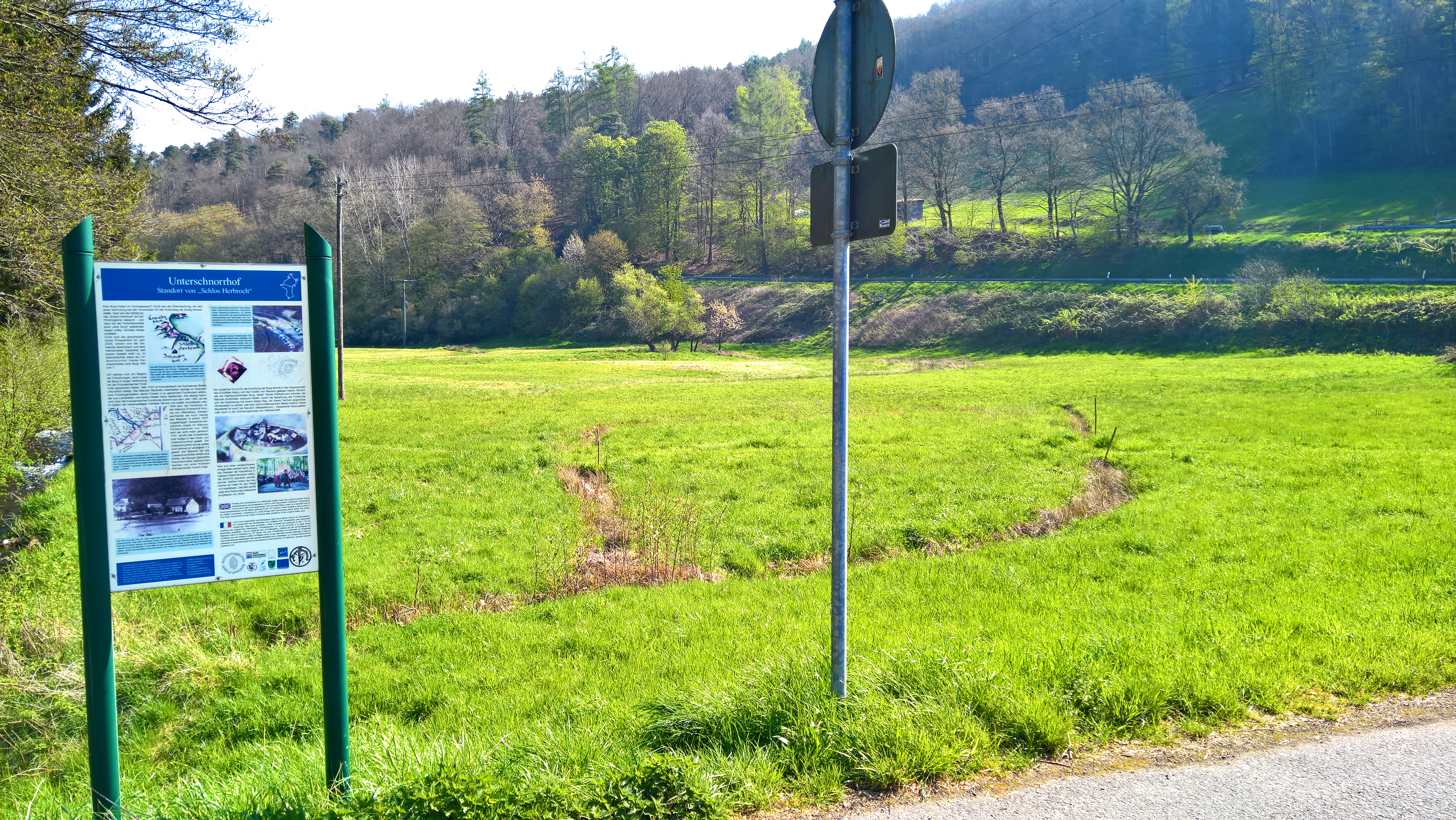
Infotafel und Blick über den Wiesengrund zum Burgstall

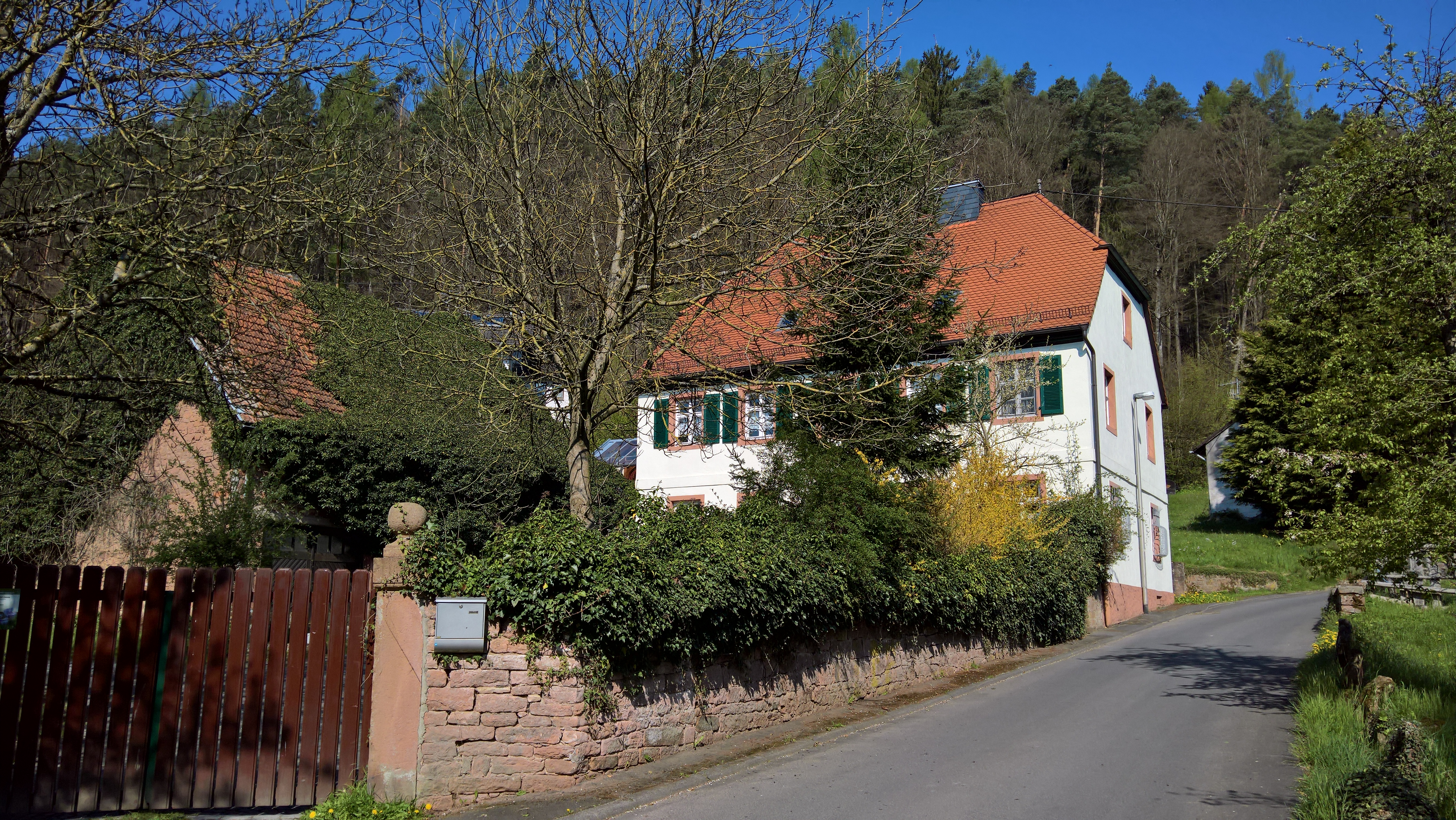
Ehemaliges Mainzer Forstamt, in dem Steine der Burg verbaut sein sollen

Beim Anlegen eines regionalen Kulturweges zu Beginn des 21. Jahrhunderts wurden nähere Einzelheiten über die Geschichte des Bauwerks bekannt. Die Pfinzingkarte von 1594 (1562) verzeichnet ein Schloß Herbroch, doch jüngere zeitgeschichtliche Erkenntnisse über das Anwesen beschränkten sich zuvor auf nahezu quadratische Spuren im Gelände, die jeweils im Frühjahr in den Wiesen des Tals an der Mühle neben dem früheren Unterschnorrhof sichtbar wurden.
Bis in die Gegenwart sind keine urkundlichen Belege mit direkter Zuordnung gefunden worden. Hinweise geben lediglich kurmainzische Urkunden, die 1330 Krausenbach erstmals belegen, sowie eine Urkunde vom 14. April 1360 des Kurmainzer Erzbischofs Gerlach von Nassau. Letztere gibt Zeugnis über die Belehnung der Krausenbacher Forsthube, im Lehensbesitz der niederadeligen Familie Strube, an den Förster zu Hösbach, Hans genannt Gundelwein. Im Spessart bestand eine Forsthube meist aus Landbesitz sowie einem Festen Haus, das als Lehen zur Überwachung großer Forstbereiche gegen Kauf vergeben wurde, aber abgabenfrei war. Die Burganlage war vermutlich Verwaltungsmittelpunkt der Forsthube. Solche kleineren Befestigungen sind auch aus anderen Tälern des Spessarts von den Auseinandersetzungen in der zweiten Hälfte des 13. Jahrhunderts zwischen Mainz und dem Haus Rieneck bekannt. Da Krausenbach außerdem ein vorgeschobener Besitz der Mainzer war, lässt sich der Bau über die Mainzisch-Rieneckschen Auseinandersetzungen geschätzt spätestens ins zweite Drittel des 13. Jahrhunderts datieren.
Im Jahr 1394 kam die Forsthube mit dem damaligen Wert von 200 Gulden an den Mainzer Erzbischof Konrad II. von Weinsberg zurück. Danach wechselte sie häufig den Besitzer. Unter anderem erwarb Konrad von Bickenbach die Forsthube in den Jahren 1399 und 1419. Ein weiteres Mal wurde die Hube bis zum Beginn des 16. Jahrhunderts von Kurmainz zurückerworben. 1464 soll sie 600 Gulden wert gewesen sein. 1522 wurde die Hube ein Fohlenhof, diente also der Pferdezucht.
Die Darstellung auf der Pfinzingkarte ist der letzte Nachweis der Burganlage als noch bestehendes Gebäude. 1652, nach dem Dreißigjährigen Krieg, wird nur noch ein nun Schnorrhof genannter Erbbestandshof genannt, der sich auf der anderen Seite des Dammbachs noch heute befindet. Schon 1633 in einem Einwohnerverzeichnis sowie im Mainzer Försterweistum von 1666 wird die Forsthube nicht mehr erwähnt.
1710 wurde das Krausenbacher Hofgut (Schnorrhof) in einen Ober- und Unterschnorrhof geteilt. Der Unterschnorrhof wurde später noch einmal geteilt. Der kleinere Teil des 1:2 geteilten Unterschnorrhofes wurde mit einer Mühle versehen, die heute im Namen der Gaststätte Ferschenmühle weiterlebt und die ihren Namen von einer Pächterfamilie Fersch übernahm. Der Burgstall wurde zu diesen Zeiten mit dem Namen Unterschnorrhof verbunden.
Im Jahr 2005 durchgeführte geophysikalische Prospektionen wiesen Strukturen einer Wasserburg nach und konnten Fundamente eines viereckigen steinernen Burgturmes dokumentieren. Die Wasserburg war mit einem noch heute im Gelände sichtbaren Wall-Graben-System umgeben, besaß am nordöstlichen Rand eine noch heute vorhandene Quelle, und im Gelände sind die zwei zum Dammbach ablaufende Gräben heute ebenfalls noch deutlich zu erkennen. Eine tiefere archäologische Untersuchung erfolgte noch nicht. Der archäologische Leiter des Archäologischen Spessartprojekts sieht die Anlage in gleicher Funktion wie die Burg Mole im nahen Elsavatal: als Talsperre und Grenzkontrolle des Mainzischen Territoriums im Spessart.
Am Standort an der Brücke zur Gaststätte Ferschenmühle ist eine Informationstafel angebracht. Es wird nach örtlicher Überlieferung behauptet, dass das spätere Gebäude des Mainzer Forstamtes am Unterschnorrhof aus den Steinen der niedergelegten Burg erbaut wurde.
Der Burgstall ist als bayerisches Bodendenkmal nach der Bayerischen Denkmalliste ausgewiesen, die auf Basis des bayerischen Denkmalschutzgesetzes vom 1. Oktober 1973 erstellt wurde.

## Beschreibung
Die in einer Schwemmtal-Verbreiterung des Dammbachtales gelegene kleine Wasserburg wurde noch nicht archäologisch untersucht. Nur aus den Luftbildern ergibt sich eine Beschreibung. Sichtbar ist der Rest des leicht rechteckigen Wassergrabens, eine Ecke nach Norden ausgerichtet. An der östlichen Ecke ist die zugehörige Quelle deutlich zu erkennen. Bewuchsunterschiede zeigen, dass zentral ein oder zwei vermutlich miteinander verbundene Gebäude gestanden haben. Zur östlichen Ecke sind im Gelände Spuren eines möglichen weiteren Gebäudes sichtbar. Westlich sind zwei Wasserläufe zu erkennen, die ein weiteres Geviert in Form eines Drachenvierecks einschließen, und sicher Ablaufrinnen des Wassergrabens zum Dammbach hin waren.